# Orchelimum pulchellum
Orchelimum pulchellum är en insektsart som beskrevs av Davis, W.T. 1909. Orchelimum pulchellum ingår i släktet Orchelimum och familjen vårtbitare. Inga underarter finns listade i Catalogue of Life.